# Гамбатеза
Гамбатеза, Ґамбатеза (італ. Gambatesa) — муніципалітет в Італії, у регіоні Молізе, провінція Кампобассо.
Гамбатеза розташована на відстані близько 210 км на схід від Рима, 23 км на схід від Кампобассо.
Населення — 1485 осіб (2014).
Щорічний фестиваль відбувається 24 серпня. Покровитель — святий Варфоломій.

## Демографія
Населення за роками:

Станом на 1 січня 2023 року в муніципалітеті офіційно проживали 74 іноземці з 22 країн, серед них 1 громадянин країн Євросоюзу.

## Сусідні муніципалітети
- Челенца-Вальфорторе
- Макк'я-Вальфорторе
- П'єтракателла
- Річча
- Туфара

## Особистості
У Гамбатезі народився Паскаль Пассареллі — західнонімецький борець вільного стилю, чемпіон світу та Європи, срібний призер Олімпійських ігор.